# AEG B.III
L'AEG B.III, designazione aziendale Z.10, fu un ricognitore biposto biplano prodotto in modesta quantità dall'azienda tedesco imperiale Allgemeine Elektrizitäts-Gesellschaft (AEG) negli anni dieci del XX secolo.
Sviluppato nel 1915 entrò in servizio nei reparti della Luftstreitkräfte, la componente aerea del Deutsches Heer (l'esercito imperiale tedesco), già nelle prime fasi della prima guerra mondiale ma ben presto venne declassato a compiti di seconda linea superato nelle prestazioni da modelli più recenti e dalla nuova classe di ricognitori armati C-Typ.

## Storia del progetto
Durante le prime fasi della prima guerra mondiale, il rapido sviluppo dell'industria aeronautica rese necessario un costante adeguamento della flotta aerea delle varie nazioni impegnate nel conflitto. L'Idflieg, organo deputato alla gestione dell'aeronautica militare dell'Impero tedesco, emise a tal proposito una serie di specifiche atte ad ottenere velivoli dalle sempre migliori prestazioni, adeguate alle nuove esigenze belliche, da destinare ai reparti della Luftstreitkräfte, la componente aerea del Deutsches Heer (l'esercito imperiale tedesco).
In quest'ambito la AEG, dopo aver realizzato il B.II, ulteriore sviluppo dell'originario B.I che rispondeva alle specifiche Idflieg per la classe B Typ, quella dei ricognitori biposto biplani non armati, sviluppò un nuovo modello al quale venne data la designazione Z.10. Presentato alla commissione tecnica dell'Idflieg questa approvò il progetto emanando un ordine di fornitura ed assegnandogli, in quanto terzo di quel tipo realizzato dall'azienda, la designazione B.III.
Il B.III conservava l'aspetto generale del suo predecessore, mantenendo la stessa motorizzazione affidata ad un Mercedes D.II ma intervenendo in un generale affinamento aerodinamico ed introducendo un diverso impennaggio arrotondato per migliorarne la manovrabilità.

## Tecnica
L'AEG B.III conservava l'aspetto generale, per l'epoca convenzionale, dei simili modelli prodotti nello stesso periodo dalle altre aziende: biplano, monomotore biposto con carrello fisso.
La fusoliera, realizzata con struttura in tubi d'acciaio saldati e ricoperta di tela verniciata, era caratterizzata due abitacoli aperti in tandem, l'anteriore destinato all'osservatore ed il posteriore al pilota. Posteriormente terminava in un impennaggio classico monoderiva dotato di piani orizzontali controventati da una coppia di montanti obliqui per lato.
La configurazione alare era biplana con ala superiore dall'apertura leggermente superiore dell'inferiore, collegate tra loro da una doppia coppia di montanti per lato ed integrati da tiranti in cavetto in acciaio.
Il carrello d'atterraggio era fisso, molto semplice, montato su una struttura tubolare al di sotto della fusoliera, dotato di ruote di grande diametro collegate da un asse rigido ed integrato posteriormente con un pattino d'appoggio.
La propulsione era affidata ad un motore Mercedes D.II, un 6 cilindri in linea raffreddato a liquido capace di erogare una potenza pari a 120 PS (88 kW), posizionato all'apice anteriore della fusoliera racchiuso da un cofano metallico ed abbinato ad un'elica bipala in legno a passo fisso.
Sui modelli identificati dall'Idflieg B Typ non era previsto alcun armamento.

## Impiego operativo
Il B.III cominciò ad essere consegnato ai reparti di ricognizione aerea della Luftstreitkräfte nel corso del 1915, quando oramai le nazioni avversarie avevano introdotto i primi scout, i precursori degli aerei da caccia. Le prestazioni del modello, appena superiori di quello che andava a sostituire e che costituivano una facile preda della caccia avversaria, lo fecero diventare rapidamente obsoleto e venne tolto dalla prima linea per essere assegnato ai reparti di formazione dei piloti in qualità di aereo da addestramento.

## Utilizzatori
Germania
- Luftstreitkräfte